# 582-га фольксгренадерська дивізія (Третій Рейх)
582-га фольксгренадерська дивізія (Третій Рейх) (нім. 582. Volksgrenadier-Division) — піхотна дивізія народного ополчення (фольксгренадери) вермахту за часів Другої світової війни.

## Історія
582-га фольксгренадерська дивізія сформована 25 серпня 1944 року в ході 32-ї хвилі мобілізації на території військового полігона Вартелагер (нім. Truppenübungsplatz Warthelager) в Імперській області Країна Варти (окупована Польща) силами XXI та III військових округів шляхом переформування підрозділів розгромленої на Східному фронті 26-ї піхотної дивізії. Але вже 17 вересня 1944 року її частини пішли на доукомплектування 26-ї фольксгренадерської дивізії.

## Райони бойових дій
- Польща (серпень — вересень 1944)

## Командування

### Командири
- генерал-майор Гайнц Кокотт (нім. Heinz Kokott) (25 серпня — 17 вересня 1944).

### Склад
| 1944                                      |
| ----------------------------------------- |
| 1206-й гренадерський полк                 |
| 1207-й гренадерський полк                 |
| 1208-й гренадерський полк                 |
| 1582-й артилерійський полк                |
| 1582-га рота зв'язку                      |
| 1582-ге дивізійне управління забезпечення |